# Крушение теплохода «Умань»
Крушение теплохода «Умань», произошедшее в ночь с 12 на 13 января 1964 года в Кадисском заливе в результате опрокидывания из-за смещения растаявшего железорудного концентрата.
В результате крушения погибло 14 человек из заявленных 38 по судовой роли членов экипажа, тела пятерых погибших были найдены.

## Характеристики судна
Углерудовоз серии теплоходов «Углеуральск». Построен в 1958 году в Варнемюнде (ГДР), однопалубный, с надстройкой и машинным отделением в корме, на момент гибели принадлежал Азовскому управлению Черноморского Морского Пароходства.
- длина — 133,7 м;
- ширина — 17,0 м;
- водоизмещение — 11800 т;
- регистровая вместительность:
  - брутто — 5628,38 р. т.;
  - нетто — 2743,91 р. т.;
- скорость — 15,5 узл.;
- дальность плавания — 6000 миль.

## Хроника трагедии
31 декабря 1963 года прибыл в новороссийский порт и встал под погрузку. Груз — железорудный концентрат.
2 января 1964 года ушёл в порт Туапсе на догрузку.
3 января 1964 года прибыл в порт Туапсе.
4 января 1964 года в 6.00 началась погрузка оставшегося железорудного концентрата.
Погрузка была проведена в соответствии с действующими «Правилами перевозки сыпучих грузов Регистра СССР» (1962 г.).
5 января 1964 года в 15.00 после окончания бункеровки, вышел из порта на Роттердам.
12 января 1964 года около 15 часов по судовому времени прошёл Гибралтарский пролив и вошёл в Кадисский залив. Курс 294°.
12 января 1964 года в 23 часа 50 минут (здесь и далее используется среднеевропейское время) был обнаружен постоянный крен 7—10° на правый борт.
13 января 1964 года в 00 час. 05 мин. изменил курс на Кадис.
В 00:10 мин. на 36°37' северной широты и долготы 08°10' западной долготы, крен 25°, в пароходство направлена аварийная радиограмма.
В 00:25 мин. для противовеса крену была набрана в левые балластные танки забортная вода.
В 00:37 мин. «Умань» дал малый ход из-за падения уровня масла в двигателях.
В 00:41 мин. крен 35°.
В 00:45 мин. крен около 50°, в помещения судна начала поступать забортная вода.
В 00:49 мин. на 36°35' северной широты и 07°45' западной долготы остановился двигатель, судно перестало слушаться руля и был подан сигнал «SOS».
В 01:00 мин. крен до 60—70°.
В 01:14 мин. судно опрокинулось и затонуло на глубине 620 метров.